# 比斯瓦纳特恰里亚利
比斯瓦纳特恰里亚利（Biswanath Chariali），是印度阿萨姆邦比斯瓦纳特县的一个城镇和行政中心。总人口16830（2001年）。

## 人口
该地2001年总人口16830人，其中男性8868人，女性7962人；0—6岁人口1561人，其中男797人，女764人；识字率80.11%，其中男性为84.59%，女性为75.13%。